# Veronica jacquinii
Veronica jacquinii là một loài thực vật có hoa trong họ Mã đề. Loài này được Baumg. miêu tả khoa học đầu tiên.